# Чарлсленд

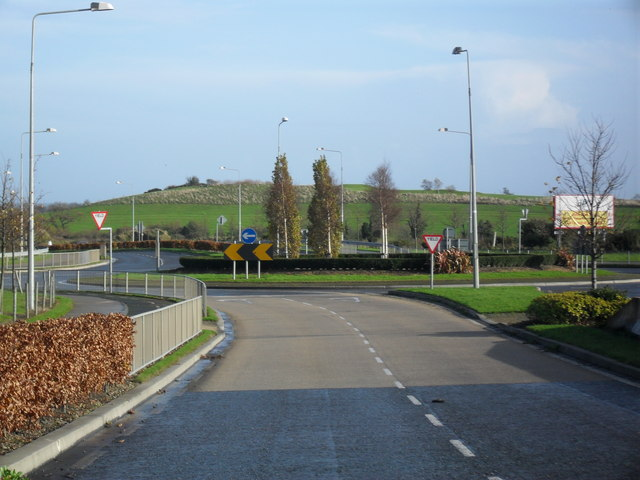
Круглый переклёсток в Чарлсенде

Чарлсленд (англ. Charlesland; ирл. Acra na mBodach) — деревня в Ирландии, находится в графстве Уиклоу (провинция Ленстер).